# Içara
Içara là một đô thị thuộc bang Santa Catarina, Brasil. Đô thị này có diện tích 293 km², dân số năm 2007 là 54107 người, mật độ 184,7 người/km².